# دونالد جونسون
دونالد جونسون (بالإنجليزية: Donald Johnson)‏ وهو لاعب كرة مضرب سابق أمريكي ولد في يوم 9 سبتمبر 1968 في مدينة بيت لحم في الولايات المتحدة، صنف في 2002 في الترتيب الأول كلاعب زوجي حيث كان شريك جايرد بالمر.

## روابط خارجية
- دونالد جونسون على موقع رابطة محترفي التنس (الإنجليزية)
- دونالد جونسون على موقع الاتحاد الدولي لكرة المضرب (الإنجليزية)
- دونالد جونسون على موقع كأس ديفيز (الإنجليزية)
- دونالد جونسون على موقع خلاصة التنس.كوم (الإنجليزية)
- دونالد جونسون على موقع إي إس بي إن.كوم (الإنجليزية)